# Julie Carmen
Julie Carmen (Nueva York, 4 de abril de 1962) es una actriz, bailarina y psicoterapeuta estadounidense, ganadora del premio a mejor actriz de reparto en el Festival Internacional de Cine de Venecia por su papel en la película Gloria de John Cassavetes (1980). Ha protagonizado varias películas, incluyendo Night of the Juggler (1980), Comeback (1982), Last Plane Out (1983), Condo (1983), Blue City (1986), The Milagro Beanfield War (1988), Fright Night Part 2 (1988), In the Mouth of Madness (1995) y King of the Jungle (2000). En 2012 realizó un papel de reparto en Last Weekend y luego protagonizó Dawn Patrol (2014).